# Baškovce (Košice)
Baškovce (in ungherese: Alsóbaskóc) è un comune della Slovacchia facente parte del distretto di Sobrance, nella regione di Košice.